# 548. pehotni polk (Wehrmacht)
Za druge 548. polke glejte 548. polk.
548. pehotni polk (izvirno nemško Infanterie-Regiment 548) je bil eden izmed pehotnih polkov v sestavi redne nemške kopenske vojske med drugo svetovno vojno.

## Zgodovina
Polk je bil ustanovljen 22. maja 1940 kot polk 10. vala iz nadomestnih čet WK XVII in dodeljen 278. pehotni diviziji.
22. julija 1940 je bil polk razpuščen zaradi hitrega zaključka francoske kampanje; čete so bile vrnjene k izvirnim enotam.
Polk je bil ponovno ustanovljen 17. decembra 1941 kot polk 17. vala, sprva kot pehotni polk »Frankfurt«, iz delov 76. pehotnega polka in nadomestnih enot Wehrkreisa; polk je bil dodeljen 328. pehotni diviziji.
15. oktobra istega leta je bil polk preimenovan v 548. grenadirski polk.